# كايو كيروغا
كايو كيروغا هو لاعب كرة قدم برازيلي في مركز الوسط، ولد في 1998 في ريو دي جانيرو في البرازيل. لعب مع نادي كوريتيبا.